# Бишофбергер, Бруно
Бруно Франц Бишофбергер (род. 1 января 1940, Цюрих) — швейцарский галерист и коллекционер.

## Биография
Бишофбергер родился в Цюрихе в 1940 году в семье врачей. Семья его отца происходила из Аппенцелль-Иннерроден, сельской местности, где он провёл много времени в детстве и юности. Бишофбергер изучал историю искусства, археологию и фольклор в Цюрихском университете, а затем учился в Бонне и Мюнхене. У Бишофбергера три дочери и сын; живёт в Майлене со своей женой Кристиной, в доме, спроектированном Этторе Соттсассом.

### Галерея
Бишофбергер открыл свою первую галерею в 1963 году на Пеликанштрассе в Цюрихе, которая в то время называлась City-Galerie. В 1965 году он показал в своей галерее первую выставку поп-арта с работами Роя Лихтенштейна, Роберта Раушенберга, Энди Уорхола, Тома Вессельмана, Клас Олденбурга и Джаспера Джонса. В 1970-х годах Бишофбергер выставлял вместе с американскими художниками поп-арта, художников минимализма, лэнд-арта и концептуального искусства, таких как Сол Левитт, Дональд Джадд, Дэн Флавин, Брюс Науман, Джозеф Кошут, Он Кавара, а также парижского нового реализма, таких как Ив Кляйн, Даниэль Шпёрри и Жан Тингели. С 1982 по 2005 год жена Бишофбергера Кристина опубликовала «Каталог Жана Тингели» в трёх томах. В 1980-х годах он начал выставлять работы ключевых фигур зарождающегося неоэкспрессионистского движения, как Мигель Барсело, Жан-Мишель Баския, Майк Бидло, Джордж Кондо, Франческо Клементе, Энцо Кукки, Дэвид Салле и Джулиан Шнабель.
В 2009 и 2010 годах художники 1980-х годов были представлены на двух выставках Бишофбергера в Кунстхалле Билефельда под названием «The 80s Revisited — From the Bischofberger Collection I & II», и Mülheim Freiheit. Бишофбергер поддерживал дружеские отношения с большинством из них, с некоторыми из них и по сей день.
В 2013 году галерея переехала из Цюриха в Меннедорф, где на месте бывшей фабрики Бишофбергера с 2005 года его дочь Нина Бишофбергер и её муж Флориан Байер возвели различные здания. Помимо помещений галереи, здесь также расположены выставочные залы и хранилища для произведений искусства, а также предметов из различных коллекций. С середины 1980-х годов Бишофбергер рекламирует свои выставки на задней обложке журналов Artforum и Kunstbulletin. Вместо того чтобы показывать произведения искусства на выставке, он использует фотографии с изображением традиционной швейцарской жизни. В 2018 году художник Петер Фишли вместе с Хиларом Штадлером, посвятили этим задним обложкам отдельную выставку.

### Уорхол и Баския
Бишофбергер наиболее известен своими близкими отношениями с Энди Уорхолом и Жан-Мишелем Баския. Впервые он встретился с Уорхолом в Нью-Йорке в 1966 году. На другой встрече в 1968 году Уорхол показал ему ранние, неопубликованные работы. Из них Бишофбергеру было предложено выбрать одиннадцать, включая раскрашенные вручную ранние работы, такие как «Супермен», «Бэтмен», красочный рисунок «Кока-Кола», а также несколько больших рисунков катастроф («Автокатастрофы»), некоторые из которых были выполнены в виде двойных панно, и ранние портреты 1961—1963 годов. Уорхол пообещал Бишофбергеру право преимущественной покупки всех его будущих работ, которое действовало вплоть до смерти Уорхола в 1987 году. Бишофбергер ездил в Нью-Йорк несколько раз в год. В 1970 году Уорхол сделал портрет Бишофбергера, после чего тот предложил художнику делать заказные портреты стандартных размеров и по фиксированным ценам для клиентов галереи, что было основным источником дохода Уорхола в течение многих лет. Бишофбергер впервые увидел работы Баскии в 1981 году, а через год представлял его работы по всему миру вплоть до смерти художника в 1988 году. Именно Бишофбергер познакомил Уорхола и Баскию, а позже поощрял их сотрудничество с Франческо Клементе. Позднее оба художника работали с Клементе независимо друг от друга. В процессе работы Баския убедил Уорхола вернуться к ручной живописи после того, как последний в течение 23 лет работал исключительно с шёлкографией. Идея сотрудничества художников возникла у Бишофбергера благодаря тому, что Баския создал несколько работ с трёхлетней дочерью Бишофбергера Корой во время визита в Швейцарию. В 1969 году Бишофбергер вместе с Уорхолом основал журнал Interview. В фильме «Баския» Джулиана Шнабеля роль Бруно Бишофбергера исполнил Деннис Хоппер.

## Коллекции
В частном порядке Бишофбергер и его жена Кристина также коллекционируют фотографию, народное искусство и произведения доисторического каменного искусства — коллекцию, основу которой заложил ещё его отец. Обширная коллекция предметов интерьера XX-го века включает мебель, изделия из металла, ювелирные изделия, текстиль и плакаты, а также стеклянные и керамические предметы основных представителей наиболее важных стилей. Коллекция стекла включает работs из Италии, Франции, Финляндии и Швеции, и многих других стран мира. Другая коллекция — народное искусство, в основном из альпийских стран, Швейцарии, Германии и Австрии, включает в себя в основном мебель, картины, религиозное народное искусство и предметы быта сельского населения с XV по XIX век.
Коллекция доисторического каменного искусства включает топоры, сосуды, скульптуры и предметы различных ранних культур мира и доисторической эпохи. Коллекция фотографии содержит работы с момента изобретения фотографии в 1850-х годах до наших дней: города и пейзажи 1850-х и 1860-х годов, имение Альберта Штайнера, модные и рекламные фотографии знаменитостей XX-го века и большая часть фоторабот Энди Уорхола. В 2008 году части различных коллекций были представлены на выставке «Prehistory to the future — Highlights from the Bischofberger Collection» в Пинакотеке Джованни и Мареллы Аньелли.

## Киновоплощения
- «Баския», 1996, Джулиан Шнабель, Бишофбергер — Деннис Хоппер
- «Сотрудничество», 2022, режиссёр — Кваме Квей-Арма, Бишофбергер — Даниэль Брюль